# ブダ城
座標: 北緯47度29分46秒 東経19度02分23秒 / 北緯47.49611度 東経19.03972度

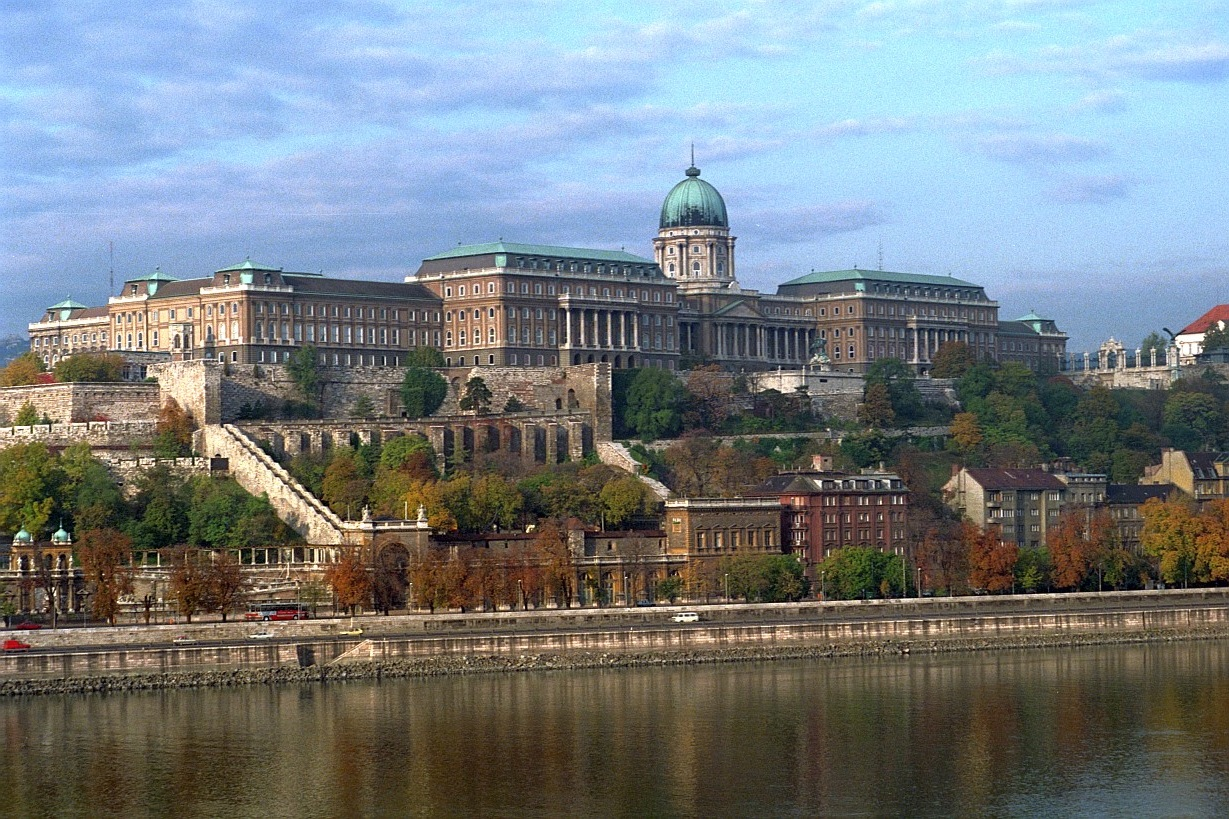
現在のブダ城

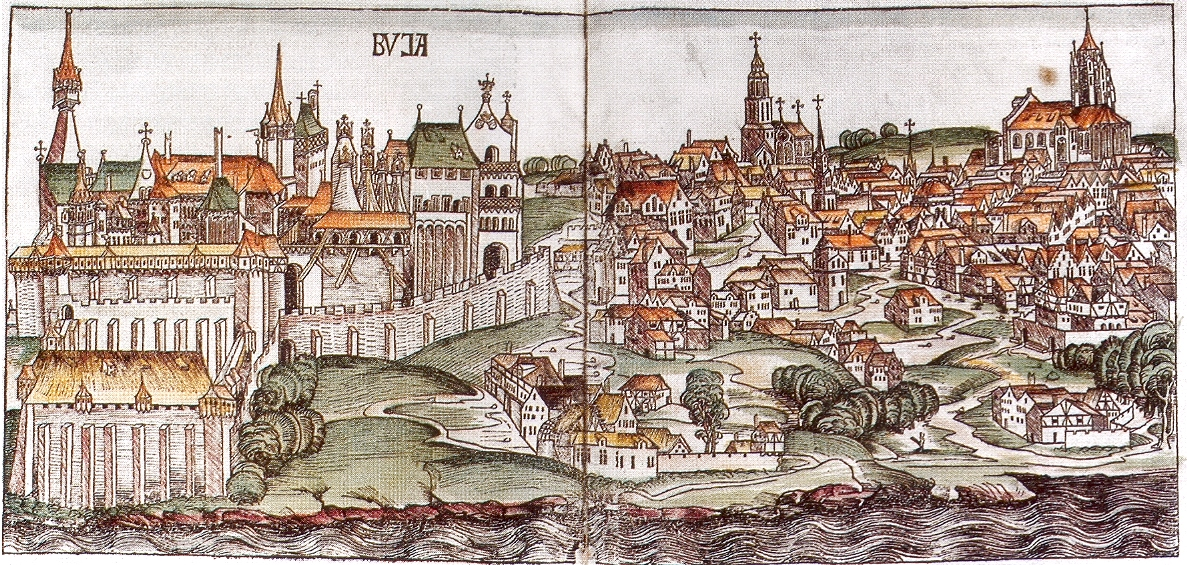
ニュルンベルク年代記の押絵のブダ城

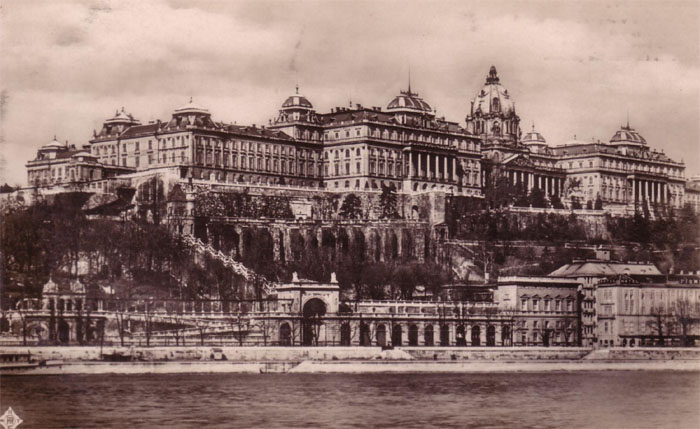
摂政ホルティ・ミクローシュ統治下のブダ城。1930年撮影

ブダ城またはブダ王宮（Budavári Palota）は、ハンガリーの首都ブダペストにある城。

## 歴史
1241年、モンゴル軍の攻撃で木造城壁だったブダ城が破壊されるとベーラ4世が石造で再建した。
14世紀にラヨシュ1世によってゴシック様式の王宮に改造されたが、1578年10月12日に倉庫への落雷による粉類粉塵爆発があり、17世紀にオスマン帝国軍の攻撃で破壊された。
18世紀にかけてハプスブルク家の支配下で再建され、バロック様式への改造が行われた。
19世紀半ばに発生した火災とその後の第一次世界大戦、第二次世界大戦で大規模な被害を受けたが、20世紀半ばに再び修復された。
1987年、「ブダペスト、ドナウ河岸とブダ城」として世界遺産に登録。2002年には「ブダペストのドナウ河岸とブダ城地区およびアンドラーシ通り」として拡大されている。

## 現状
ハンガリー国立美術館、ブダペスト歴史博物館、軍事歴史博物館などが置かれている。

## 参考資料
- J・E・カウフマン、H・W・カウフマン共著、ロバート・M・ジャーガ絵、中島智章訳「中世ヨーロッパの城塞 攻防戦の舞台となった中世の城塞、要塞および城壁都市」 マール社